# Berzosa
Berzosa je priimek več oseb:    
- Carlos Berzosa, španski ekonomist
- Cecilio Raúl Berzosa Martínez, španski rimskokatoliški škof